# Rašeliník kostrbatý
Rašeliník kostrbatý (Sphagnum squarrosum) je jednodomý mech, rostoucí ve volných, houbově měkkých zelených polštářích, především na podmáčené lesní půdě. Jako všechny rašeliníky dokáže dobře zadržovat vodu. Dobře se rozrůstá vegetativně i četnými výtrusy.

## Popis
Mohutný mech, 7–25 cm dlouhý, bledě až sytě zelený, vzácně i nahnědlá až naoranžovělý, s vyklenutou hlavičkou. Silné a vzpřímené lodyžky jsou tmavě zelené, 10–20 cm vysoké, větvené většinou jen v dolní části. Lístky na lodyžkách jsou široce jazykovité, až 2 mm dlouhé, se zaokrouhlenou třásnitou špičkou. Větevní lístky jsou na bázi široké, náhle v širokou uťatou špičku zúžené a nápadně od větvičky odstávající (= kostrbaté; odtud název druhu).
Sporofyt je tvořen kulovitou tmavohnědou tobolkou vyrůstající na prodloužených samičích větvích (pseudopodium) v horní části lodyžek.

## Rozšíření
Rašeliníkem kostrbatý se vyskytuje na vlhkých lesních půdách, bažinách a mokřadech. Je zvláště hojný v okolí lesních potůčků i v blízkosti stojatých vod. Nejvíce rozšířený je v středních a vyšších polohách ČR, v nadmořských výškách od 500–1500 m. V pohraničních horách Čech, v Brdech, na Českomoravské vrchovině, v Hrubém Jeseníku a Beskydech jde o poměrně častý druh, v níže položených oblastech vzácnější.

## Možnost záměny
V terénu dobře rozpoznatelný a těžko zaměnitelný druh díky kostrbatě odstálým větevním lístkům. Kostrbatě odstálé lístky může mít i příbuzný rašeliník oblý (Sphagnum teres), který je ovšem drobnější a štíhlejší a vytváří i žlutavě nebo žlutohnědě zbarvené formy.